# Johann Daniel Souchay
Johann Daniel Souchay, eigentlich Jean Daniel Souchay, auch John Daniel Souchay (* 20. April 1798 in Frankfurt am Main; † 22. Juni 1871 in Loschwitz) war ein deutsch-britischer Kaufmann. Bekannt wurde er als Erbauer der Villa Souchay, dem heutigen Schloss Eckberg, in Dresden-Loschwitz.

## Leben
Johann Daniel Souchay entstammte dem Frankfurter Zweig der hugenottischen Familie Souchay. Er war das zweite Kind und älteste Sohn des Tuchgroßhändlers Cornelius Carl Souchay (1768–1838) und dessen Frau Helene, geb. Schunck (1774–1851). Benannt wurde er nach seinem Großvater, dem Prediger in der Frankfurter französisch-reformierten Gemeinde Jean-Daniel Souchay de la Duboissière (1736–1811). Der Frankfurter Politiker Eduard Souchay (1800–1872) war sein jüngerer Bruder, Cécile Mendelssohn Bartholdy seine Nichte. Johann Daniel wuchs in einem kultivierten Elternhaus auf. Sein Vater förderte die Künste, der Salon seiner Mutter in der Villa am Fahrtor war ein gesellschaftlicher und kultureller Mittelpunkt seiner Heimatstadt.
Von 1814 bis 1817 erhielt Johann Daniel Souchay in der Schweiz und in Mailand eine kaufmännische Ausbildung. 1817 trat er in das Familienunternehmen ein und zog nach Manchester. Die Familie setzte früh auf die rasant zunehmende Bedeutung englischer Baumwollstoffe und der Eisenbahn (Liverpool and Manchester Railway) und wurde dadurch zu einer „der reichsten anglo-deutschen Handelsfamilien der Mitte des 19. Jahrhunderts“.
1839 heiratete er in Leipzig seine Cousine Thekla, geb. Schunck (1809–1876). In Didsbury bei Manchester ließ er das großzügige Eltville House als Familienwohnsitz errichten. 1842 machte Felix Mendelssohn Bartholdy auf seiner Englandreise  hier Station.

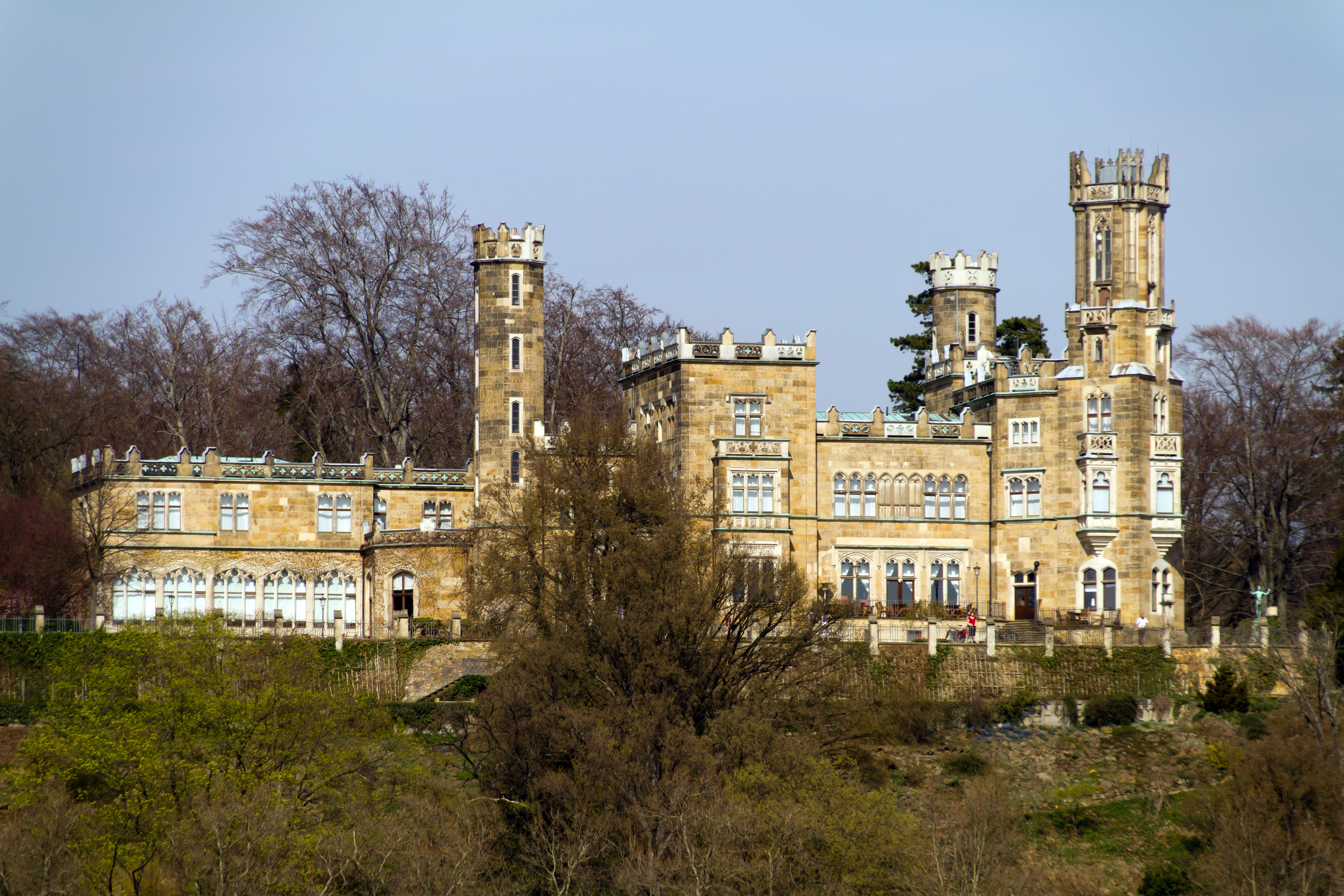
Schloss Eckberg

1859 erwarb er ein Grundstück am Elbhang bei Dresden, nahe bei Verwandten seiner Frau, die ein Anwesen in Briesnitz besaßen. Souchay ließ nach Plänen von Christian Friedrich Arnold eine Villa im Stil der Tudorgotik errichten, das heutige Schloss Eckberg, eins der drei Elbschlösser. Das Anwesen, das die zeitgenössische lokale Presse als „nach englischem Geschmack“ beschrieb,  war „das eindrucksvollste Baudenkmal des kosmopolitischen Kapitalismus“ der Familie. Wie andere Mitglieder der Familie verband Johann Daniel Souchay „Kapitalbildung mit Lebensgenuss und Wohltätigkeit“. Er verwendete einen Teil seines großen Vermögens für Wohltätigkeitsstiftungen in Loschwitz und erwarb sich um die Entwicklung dieses Ortes große Verdienste. 1860 und 1862 kaufte er zwei weitere Weinberge hinzu; 1861 erwarb er auch das Mohrenhausanwesen in der Niederlößnitz und verkaufte es 1866 weiter.
Johann Daniel und Thekla Souchay blieben kinderlos. Nach Theklas Tod erbte ihre unverheiratete Schwester Cornelie Schunck  (1821–1910), die schon dort gewohnt hatte, das große Haus; sie verkaufte Schloss Eckberg 1883 an Arthur Bruno Wunderlich, der sein Vermögen ebenfalls im Baumwollhandel erworben hatte.
Zum Zeitpunkt der Testamentseröffnung wurde Johann Daniel Souchays Vermögen, vor allem Beteiligungen, als etwa 120.000 £, damals über 2 Millionen preußische Taler, beziffert. Davon erhielt seine Witwe 700.000 Taler; jedes seiner Geschwister 220.000 Taler; seine Schwägerin und Neffe je 20.000 Taler, seine Nichten je 10.000 Taler, andere Verwandte insgesamt 50.000 Taler, Wohltätigkeitseinrichtungen 45.000 Taler, seine Dienerschaft 5000 Taler.

## Erinnerung

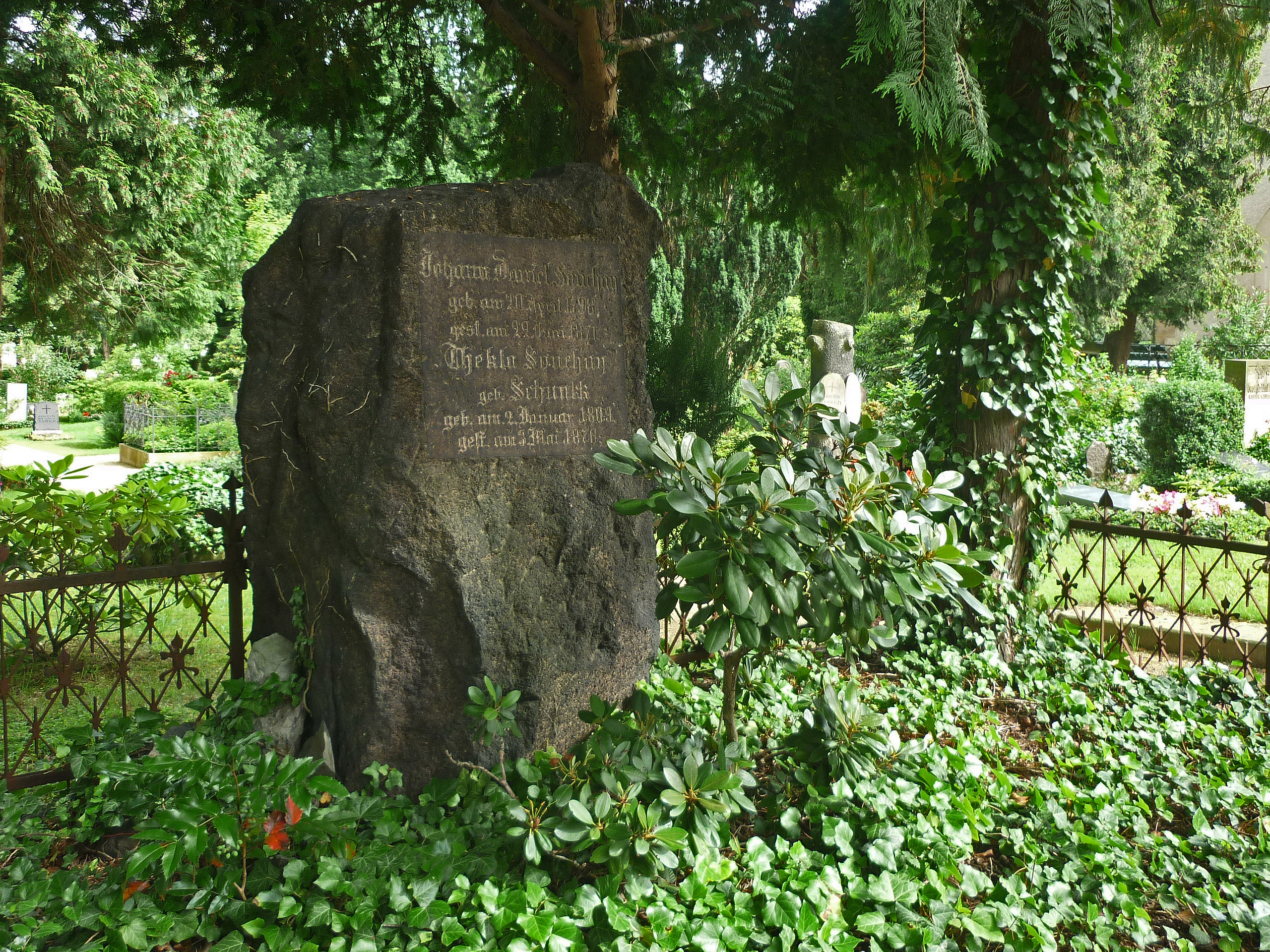
Grabmal

Das Grab von Johann Daniel und Thekla Souchay auf dem Loschwitzer Friedhof ist erhalten und steht unter Denkmalschutz.
Von 1904 bis 1946 erinnerte die Souchaystraße in Loschwitz an John Daniel Souchay. Schon im Ersten Weltkrieg gab es Bestrebungen, die Straße umzubenennen, da sie nach einem Engländer benannt sei. Dies wurde jedoch unter Hinweis darauf, dass Souchay Wohltäter der Gemeinde gewesen sei, abgelehnt. 1946 wurde sie in Tolstoistraße umbenannt.